# Strumień Halinowski
Strumień Halinowski (Cerekwianka, Sławka) – struga, dopływ Mlecznej o długości 10,14 km.
Źródła strugi znajdują się pod Sławnem, następnie płynie ona w kierunku północno-wschodnim, w Radomiu przepływa przez dzielnice: Kozia Góra, Halinów i uchodzi do Mlecznej w zachodniej części Radomia na wysokości ul. Maratońskiej. Koło ronda im. Łaskiego na strudze znajduje się niewielki staw. Struga okresowo znika w niektórych częściach, głównie w górnym biegu.